# Carl Lagercrantz (läkare)
Carl Magnus Lagercrantz, född 23 november 1917 i Göteborgs Gustavi församling, död 4 mars 2004 i Göteborgs Annedals församling, var en svensk läkare och professor.
Carl Lagercrantz var son till universitetsrektorn Otto Lagercrantz och konstnären Siri Magnus-Lagercrantz. Han tillhörde den sjätte yngre grenen av adliga ätten nr 1011 Lagercrantz. 
Han läste vid Uppsala universitet från 1936, blev medicine kandidat 1940 och medicine licentiat 1949 samt fick sin läkarlegitimation samma år. Han blev medicine doktor och docent i Uppsala 1952, docent vid Göteborgs universitet 1955, biträdande professor där 1973 och professor 1979.[källa behövs]
Han var chef för institutionen för medicinsk fysik och bedrev grundforskning inom molekylärfysik. Det handlade om mikrovågspektrometri, där han utnyttjade den så kallade Overhauseffekten för att undersöka små polära molekyler. Han vidareutvecklade en metodik, som kallas spin trapping. Denna möjliggör studier av annars kortlivade fria radikaler i lösning, så att man exempelvis kan identifiera viktiga mellansteg i kemiska reaktioner. Under 30 år publicerade han 85 artiklar. Han bedrev forskning fram till blott några få år före sin bortgång.
Han gravsattes den 26 juli 2004 på Uppsala gamla kyrkogård.